# David Benioff
David Benioff (ur. 25 września 1970 w Nowym Jorku) – amerykański pisarz, dziennikarz i scenarzysta filmowy. Wraz z D.B. Weissem jest twórcą serialu HBO Gra o tron.

## Twórczość
- powieści:
  - The 25th Hour (2001) wyd. pol. 25. godzina (2003)
  - The City of Thieves (2008) wyd. pol. Miasto złodziei (21 kwietnia 2010)
- opowiadania (lista niekompletna):
  - The Affairs of Each Beast (Zoetrope: All-Story, Vol.5, No.4)
  - Neversink (Zoetrope: All-Story, Vol.2, No.3)
  - When the Nines Roll Over (Zoetrope: All-Story, Vol. 4, No. 2)
- scenariusze filmowe:
  - 25th Hour (25. godzina, reż. Spike Lee, 2002)
  - Troy (Troja, reż. Wolfgang Petersen, 2004)
  - Stay (reż. Marc Forster, 2004)
  - The Kite Runner (na podstawie powieści Khaleda Hosseiniego reż. Marc Forster, premiera 2007)
  - Wolverine (premiera 2007)
  - Ender’s Game (na podstawie powieści Orsona Scotta Carda, reż. Wolfgang Petersen, premiera 2008)
  - Game of Thrones (na podstawie sagi Pieśń lodu i ognia George’a R.R. Martina) – serial telewizyjny (2011-)
- reżyseria
  - Game of Thrones (odc. 23 Walk of Punishment)

## Życie prywatne
W dniu 30 września 2006 roku poślubił aktorkę Amandę Peet. Mają dwie córki: Frances Pen Friedman (ur. 20 lutego 2007) i Molly June (ur. 19 kwietnia 2010).